# Amandeldrink

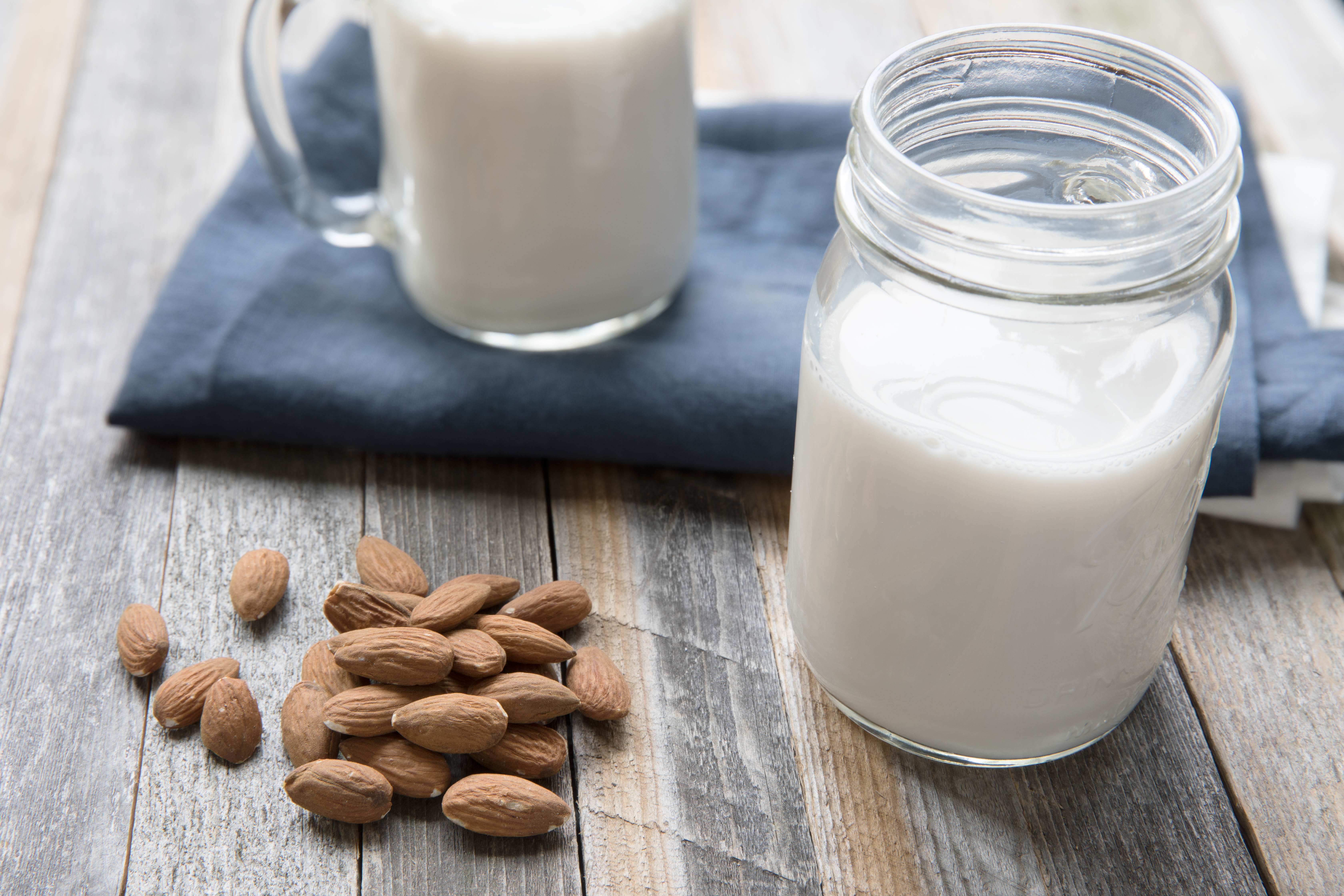
Ammandelmelk en amandelen, het hoofdingrediënt van amandeldrink

Amandeldrank, amandeldrink of amandelmelk is een plantaardige melkvervanger gemaakt van amandelen. Het bevat geen cholesterol en geen lactose, waardoor het geschikt is voor mensen die lactose-intolerant zijn. Door de lage voedingswaarde is het echter niet geschikt als melkvervanger voor baby's. 
De drank wordt ook gebruikt door mensen die wel een melkvervanger willen, maar allergisch zijn voor soja. Voor mensen met een notenallergie kan het drinken van amandeldrink levensbedreigend zijn.

## Voedingswaarde
Amandeldrank bestaat, net als andere melkvervangers, voornamelijk uit water en heeft dus maar weinig calorieën en voedingswaarde. Bij amandeldrank is dat circa 90%. Het bevat ongeveer 3% vet en 3% suiker en 3 à 4% eiwit. De Consumentenbond vond in 2021 gemiddeld zelfs maar een waarde van een half procent eiwit. Volgens Gerard Driehuis bevat amandeldrank aanzienlijk minder eiwitten en calcium dan dierenmelk.
Een liter amandeldrank bevat slechts 2 à 3 procent amandel. Dat komt neer op 4 tot 6 gram amandelen per glas van 200 milliliter. De gezondheidsvoordelen van amandelen in de drank zijn dus te verwaarlozen. In een Australisch onderzoek van 2021 bleken commerciële amandeldranken gemiddeld rond de 3% amandel te bevatten.

## Regelgeving
Amandeldrink of amandeldrank mag in Nederland niet worden verkocht onder de naam amandelmelk, omdat de aanduiding melk is beschermd volgens het Warenwetbesluit Zuivel. Dit geldt ook voor andere zuivelvervangers als sojadrank en haverdrank.
Met ingang van 1 januari 2024 is in Nederland de verbruiksbelasting op amandeldrank verhoogd met ongeveer 17 cent naar 26 cent per liter.

## Bereiding
Amandeldrink wordt gemaakt door in water geweekte amandelen in een blender fijn te malen in water. Het mengsel wordt door een neteldoek gefiltreerd. Het filtraat is de pure amandeldrink, waar vaak nog zonnebloemolie, vitamines en suiker aan worden toegevoegd.
Een recept voor amandeldrink komt reeds voor in het 14e-eeuwse receptenboek Viandier van Guillaume Tirel (Taillevent). Hierin wordt aangeraden het tijdens het vasten als vervanging voor koemelk op het menu te zetten. Vroeger gebruikte men het ook omdat het minder bederfelijk is dan koemelk. Amandeldrink wordt veel gedronken in het oosten van Azië.